# Arquidiocese de Campo Grande
A Arquidiocese de Campo Grande (em latim: Archidioecesis Campi Grandis) é uma circunscrição eclesiástica da Igreja Católica situada em Campo Grande, no estado brasileiro de Mato Grosso do Sul.
Possui 53 paróquias divididas em 6 foranias, servidas por 137 padres, abrangendo uma população de 1 010 905 habitantes, com 63,6% da dessa população jurisdicionada batizada (643 244 católicos).
Atualmente 6 dioceses em todo o território de Mato Grosso do Sul fazem parte da província eclesiástica da Arquidiocese (unidade arquidiocesana desmembrada de Corumbá). Desde 2011, o arcebispo de Campo Grande é o prelado brasileiro Dom Dimas Lara Barbosa. Sua Sé é a Catedral Metropolitana Nossa Senhora da Abadia e Santo Antônio.
Apoiada pelas comunidades religiosas presentes em Campo Grande, a diocese possui uma vasta rede de serviços de assistência social e de educação. A Arquidiocese de Campo Grande tem Nossa Senhora da Abadia como santa padroeira.

## História
A Diocese de Campo Grande foi erigida pelo Papa Pio XII em 15 de junho de 1957, através da bula papal Inter Gravissima, recebendo territórios da Diocese de Corumbá e da Prelazia de Registro do Araguaia (atualmente Diocese de Guiratinga). Era sufragânea da Arquidiocese de Cuiabá. A Regional Extremo Oeste se originou da Assembleia da CNBB, que foi realizada em Roma no fim do Concílio Ecumênico Vaticano II. Foi criada do desmembramento da Regional Centro-Oeste e também incluía os restantes das dioceses do estado de Mato Grosso e tinha a sua sede na cidade de Cuiabá.
Em 3 de janeiro de 1978 foi desmembrada para dar origem às dioceses de Coxim e Três Lagoas. Foi elevada a arquidiocese em 27 de novembro de 1978 pelo Papa João Paulo II, através da bula Officci Nostri.
Para ter um melhor funcionamento, foi decidida pela Presidência do CNBB a transferência de sua sede em 8 de junho de 1971 para a cidade de Campo Grande (atual capital de Mato Grosso do Sul). A Regional Oeste se originou da reunião da 25ª Assembleia Geral da CNBB que ocorreu entre 21 de abril e 1 de maio de 1987 e foi determinado ali a divisão da Regional Extremo-Oeste em Regional Oeste 1 (com sede em Campo Grande) e 2 (com sede em Cuiabá), por causa da extensão territorial do antigo Mato Grosso e também de sua divisão política. Sua primeira Assembleia foi realizada entre 6 e 9 de novembro de 1987 e presidida por Dom Onofre Cândido Rosa, na época bispo da Diocese de Jardim. Manteve-se a sequência de numeração anterior de assembleias, sendo essa a 26ª Assembleia.

## Território
Faz parte das Regionais Oeste 1 e 2:
- Seminário Maior Regional Maria Mãe da Igreja: inaugurado em 20 de abril de 1986
- Instituto Filosófico e Teológico do Oeste 1 e 2 (ITEO): fundado em 31.07.1973, com o curso de filosofia iniciado em março de 1974 e o de teologia em março de 1977 em instalações provisórias; em 19 de março de 1990 ganhou instalações próprias e na mesma época foi assinado o termo de afiliação à Pontifícia Faculdade de Nossa Senhora da Assunção-SP
- Tribunal Eclesiástico: começou a funcionar em março de 1990, cuja jurisdição compreende as Dioceses dos Regionais Oeste 1 e 2
- Curso de Atualização Religiosa e Teológica (CART): começou a funcionar em 1973, destinado exclusivamente para Padres, Religiosos e Religiosas e a partir de 1980 foi aberto aos leigos engajados nas pastorais e movimentos e professores de ensino religioso.
- Conferência dos Religiosos (CRB-Regional Campo Grande): que funcionou na sede do Regional desde 1971 até o ano de 1997, quando adquiriu sede própria (09.02.1998).
- Missão Franciscana da 1ª Ordem de São Francisco: doou para a CNBB o Imóvel, tanto o terreno e o prédio, local em que funciona a sede do regional desde 1971. Rua Abílio Barbosa, 169, Bairro São Francisco.

### Subdivisões
A Regional Oeste 1 é representado pela Província Eclesiástica de Campo Grande e é integrada por seis dioceses: Campo Grande, Corumbá, Dourados, Coxim, Jardim e Três Lagoas.

#### Foranias
O território é subdividido em 50 paróquias e 1 quase-paróquia pessoal, agrupadas em 7 foranias, conforme sua localização geográfica: Forania Centro, Forania Norte, Forania Sul, Forania Oeste, Forania Leste, Forania Sudeste e Forania Rural. Segue:
| Centro - Paróquia Santo Antônio (Catedral Nossa Senhora da Abadia) - Paróquia Nossa Senhora do Perpétuo Socorro - Paróquia Pessoal Nossa Senhora da Saúde - Paróquia São Francisco de Assis - Paróquia São José - Paróquia Universitária São João Bosco Norte - Paróquia Nossa Senhora das Graças - Paróquia Sagrado Coração de Jesus - Paróquia São João Bosco - Paróquia São Pedro Apóstolo - Paróquia São Sebastião - Paróquia Senhor do Bonfim - Paróquia Maria Auxiliadora dos Cristãos Sul - Paróquia Divino Espírito Santo - Paróquia Divino Paráclito - Paróquia Nossa Senhora Aparecida das Moreninhas - Paróquia Santa Rita de Cássia - Paróquia São João Calábria - Paróquia São Martinho de Lima - Paróquia São Mateus Oeste - Paróquia Coração Eucarístico de Jesus - Paróquia Maria Medianeira das Graças - Paróquia Nossa Senhora Auxiliadora - Paróquia Nossa Senhora da Conceição Aparecida - Paróquia Santa Luzia - Paróquia Santo Afonso Maria de Ligório - Paróquia São Francisco de Sales - Paróquia São João Batista | Leste - Paróquia Nossa Senhora da Abadia - Paróquia Nossa Senhora de Fátima - Paróquia São Judas Tadeu - Paróquia São Leopoldo Mandic - Paróquia Senhor Bom Jesus Sudeste - Paróquia Cristo Bom Pastor - Paróquia Cristo Luz dos Povos - Paróquia Cristo Redentor - Paróquia Cristo Rei - Paróquia Maria Mãe da Igreja - Paróquia Nossa Senhora da Guia - Paróquia Sagrados Corações de Jesus e Maria - Paróquia São João Evangelista Rural - Paróquia Santo Antônio de Pádua (Terenos) - Paróquia Nossa Senhora Aparecida (Bandeirantes) - Paróquia Santa Rita de Cássia (Jaraguari) - Paróquia Santa Catarina, Virgem e Mártir (Anhanduí) - Paróquia Senhor Bom Jesus (Corguinho) - Paróquia São Sebastião, Mártir (Rochedo) - Paróquia Nossa Senhora da Abadia (Sidrolândia) - Paróquia Nossa Senhora da Imaculada Conceição (Ribas do Rio Pardo) Capelanias do Ordinariato Militar do Brasil - Nossa Senhora do Loreto (Força Aérea Brasileira) - Nossa Senhora das Graças (Exército) |

## Arcebispos e Bispos
Responsáveis pela arquidiocese:
|                     | Nome                               | Período    | Notas                        |
| Arcebispos          | Arcebispos                         | Arcebispos | Arcebispos                   |
| ------------------- | ---------------------------------- | ---------- | ---------------------------- |
| 3º                  | Dimas Lara Barbosa                 | 2011-      | Atual                        |
| 2º                  | Vitório Pavanello, S.D.B.          | 1986-2011  | atual Arcebispo emérito      |
| 1º                  | Antônio Barbosa, S.D.B.            | 1978-1986  |                              |
| Arcebispo-coadjutor |                                    |            |                              |
|                     | Vitório Pavanello, S.D.B.          | 1984-1986  |                              |
| Bispos              |                                    |            |                              |
| 1º                  | Antônio Barbosa, S.D.B.            | 1958-1978  |                              |
| Bispos-auxiliares   |                                    |            |                              |
|                     | Janusz Marian Danecki, O.F.M.Conv. | 2015-2024  | Faleceu                      |
|                     | Eduardo Pinheiro da Silva, S.D.B.  | 2005-2015  | Nomeado bispo de Jaboticabal |

## Procissões
Anualmente, a arquidiocese organiza 4 grandes e tradicionais procissões anuais: 
- a Festa de Santo Reis, realizada em janeiro, pertence às comemorações natalinas e é comemorada em Janeiro, mês em que os Reis Magos chegaram a Belém para visitar Jesus. Cada Folia é composta por foliões. Em Campo Grande essa folia é feita geralmente em bairros, pois guarda características culturais das zonas rurais e do interior.
- a Festa de São Benedito, realizada na primeira semana de maio, São Benedito, santo protetor dos negros, é homenageado com uma semana de terço. No sábado acontece uma festa e, no domingo, um churrasco comunitário. A festa se tornou uma das mais tradicionais de Campo Grande. Desde 1905, os devotos do santo e descendentes da Tia Eva reúnem-se para a realização de eventos culturais, bailes, degustação de comidas típicas, leilões e jogos de quermesse, rezas e espetáculo com fogos de artifício.
- o Arraial de Santo Antônio, realizado no dia 13 de junho, em homenagem ao padroeiro de Campo Grande (Santo Antônio). São montadas mais de cem barracas no local (de brincadeiras, comidas, artesanato, entre outros), sendo grande parte organizada por entidades assistenciais. Também há concurso de quadrilhas, fogueira de 100 metros de altura e shows musicais de artistas regionais e nacionais.
- a Festa de Nossa Senhora do Caacupé, realizado no dia 8 de Dezembro. Nossa Senhora do Caacupé foi trazida da cultura religiosa paraguaia -  "Virgencita de Caacupé" - e recebe homenagens durante missas e rezas seguidas de almoços, jantares à base de pratos usuais da cozinha paraguaia e bailes. A principal manifestação desta festa acontece entre os membros da Associação da Colônia Paraguaia, embora existam cultos particulares reunindo familiares distribuídos por diversos bairros da cidade.

Estas procissões são as mais importantes expressões públicas de piedade popular local, sendo participadas por várias centenas de católicos devotos.